# Claude-Adrien Helvétius
Claude-Adrien Helvétius (Parigi, 26 gennaio 1715 – Parigi, 26 dicembre 1771) è stato un filosofo e scrittore francese.

## Biografia
Appartenente a una famiglia originaria della Svizzera dal cognome originale di Schweitzer (suo nonno era Johann Friedrich Schweitzer, poi latinizzato in Helvétius), Claude Adrien, figlio del medico della regina Maria Leszczyńska, moglie del re di Francia Luigi XV, iniziò il suo corso di studi presso il collegio gesuita Louis-Le-Grand i cui insegnamenti abbandonò per impegnarsi nella composizione di poesie e nello studio degli scrittori moralisti La Rochefoucauld e Montaigne.
Nel 1738, tramite la raccomandazione della regina, venne nominato esattore delle imposte regie, incarico da cui ebbe modo di ricavare un reddito proficuo. Nonostante il suo ufficio pubblico al servizio della monarchia, frequentò gli intellettuali illuministi più critici del regime assoluto monarchico. Presso il salotto di Madame Émilie du Châtelet a Cirey conobbe e divenne amico di Voltaire, a cui dedicò le Epitres nelle quali si dichiarava discepolo del filosofo polemista, condividendone lo scetticismo religioso e il programma di lotta al pregiudizio conservatore.
Nel 1751 lasciò l'impiego di appaltatore delle imposte mantenendo quello di ciambellano della regina e nello stesso anno si sposò con la giovane e colta Anne-Catherine de Ligneville, appartenente a una nobile famiglia in dissesto finanziario. Deciso ad abbandonare la vita di corte, comprò due tenute agricole: una a Lumigny e una a Château de Voré dove per lo più dimorava, trasferendosi per una parte dell'anno anche nella casa di Parigi in rue Sainte-Anne.

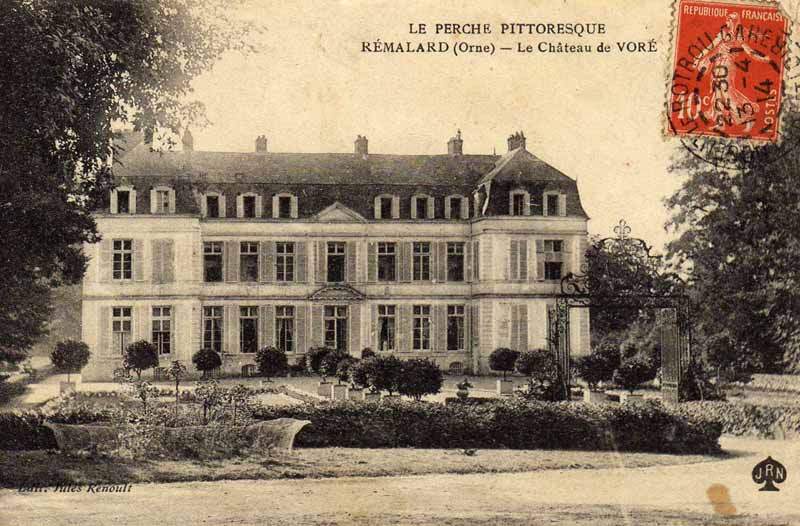
Château de Voré (Collines des Perches, Loir-et-Cher)

Frequentavano più o meno abitualmente le sue case Saurin, Fontenelle, Duclos, Chastellux, Raynal, Marmontel, Saint-Lambert, Diderot e Rousseau; egli stesso il giovedì partecipava alle discussioni nel salotto di d'Holbach e si conquistava l'amicizia di scienziati come George Louis Buffon.
Nella querelle des Bouffons (La guerra dei buffoni), una controversia tra intellettuali che assunse in Francia le proporzioni di un dibattito nazionale sulle diverse filosofie musicali, Helvétius si associò al gruppo degli enciclopedisti, che lodavano l'opera buffa italiana considerandola più attuale e piacevole musicalmente dell'opera francese del tempo.
Durante i suoi soggiorni in campagna, Helvétius si occupava del miglioramento agricolo delle sue terre cercando anche di aiutare i piccoli proprietari terrieri in difficoltà e i braccianti senza lavoro. Tentò anche di istituire delle manifatture di tessitura di merletti e calze con alterni risultati, mentre fallì nello sfruttamento del legname e dei minerali ferrosi abbondanti nella zona dell'Orne.
Nel luglio del 1758 pubblicò la sua opera più importante: De l'esprit ("Dello spirito") dai contenuti materialisti e sensisti tipici dei Philosophes, che fu subito criticata dallo stesso Delfino Luigi Ferdinando per il contenuto ritenuto scandaloso. Attaccato sia dai gesuiti sia dai giansenisti, dagli ambienti accademici della Sorbona, condannato dall'arcivescovo di Parigi e dal parlamento di Parigi, Helvétius dovette rifugiarsi per qualche tempo in Prussia. Il parlamento andò contro il via libera del censore reale Tercier (la censura in Francia era gestita sia dal sovrano, sia dalla facoltà di teologia della Sorbona sia dal parlamento di Parigi), in un contesto di tensione: l'anno prima vi fu l'attentato a Luigi XV da parte di Damiens e la tendenza alla censura era dunque particolarmente alta. Il parlamento non solo riuscì a ribaltare il via libera della monarchia, ma riuscì anche a far destituire dalla carica di censore Tercier. Varie copie del libro vennero strappate e bruciate dai boia davanti al Palazzo di Giustizia nel 1759.
Dopo umilianti ritrattazioni del suo pensiero, Helvétius riuscì a salvarsi dal pericolo di perdere la vita e le sue proprietà per l'intervento di madame de Pompadour e del duca di Choiseul su Luigi XV che decretò la condanna del libro presentato come di autore anonimo. Helvétius per difendere la sua opera scrisse Dell'uomo, che sarà pubblicato postumo dalla moglie nel 1773. Quest'opera sarà criticata da Diderot, nel breve scritto intitolato Réfutation d'Helvétius. Voltaire fu uno di coloro che invece difesero pubblicamente Helvétius, pur divergendo sulle questioni filosofiche: «mi piaceva l'autore de L'Esprit. Quest'uomo era meglio di tutti i suoi nemici messi assieme; ma non ho mai approvato né gli errori del suo libro, né le verità banali che afferma con enfasi. Però ho preso fortemente le sue difese, quando uomini assurdi lo hanno condannato». La condanna del testo di Helvétius inasprì la censura e scatenò la persecuzione del partito devoto verso gli illuministi: l'Encyclopédie venne ostacolata e bloccata a lungo, per cui d'Alembert lasciò la direzione al solo Diderot, mentre il barone d'Holbach riuscì a continuare la pubblicazione dei suoi libri antireligiosi grazie all'anonimato ma con gravi rischi per chi era coinvolto.
Le polemiche suscitate in Francia ebbero l'effetto di accrescere l'interesse all'estero per De l'esprit, che venne tradotto in diverse lingue divenendo il necessario corredo delle letture degli intellettuali di fine secolo. Quando Helvétius si recò nel Regno Unito nel 1764 e in Prussia nel 1765 e venne ricevuto con tutti gli onori spettanti a un illustre personaggio.
Nonostante l'opposizione dell'Ancien Régime, Helvétius continuò a frequentare i salotti degli  enciclopedisti, fino alla morte, avvenuta a Parigi il 26 dicembre 1771.
Il suo salotto letterario e filosofico continuò a tenersi anche dopo la sua morte per opera della moglie che, assieme a Cabanis, diede l'avvio alla formazione del gruppo degli idéologues. Dalla moglie, Anne-Catherine de Ligniville d'Autricourt, Madame Helvétius, detta Minette, ebbe due figlie. Tra i suoi discendenti, il politico Albert de Mun e lo storico Emmanuel de Waresquiel.

## Filosofia
Il pensiero di Hélvetius, attento studioso di Isaac Newton e John Locke, si fonda essenzialmente su un'accentuazione della filosofia sensista di Condillac portata alle ultime conclusioni: le percezioni sensoriali si identificano con la conoscenza intelligibile: il ragionamento, il giudizio non è altro che il risultato di una comparazione tra sensazioni diverse e lo spirito è la conoscenza di questi confronti tra le sensazioni. «Lo spirito non è altro che un assemblaggio di idee e di nuove combinazioni». Poiché ogni sensazione è legata alla percezione di piacere o dolore, è sulla base di questi che si determina ogni nostra azione, compresa quella morale fondata sempre sull'interesse a evitare il dolore e a conseguire il piacere. L'azione che si definisce "buona" è infatti quella che procura piacere a noi o alla collettività, il contrario avviene per quelle che chiamiamo "cattive". È sempre l'utilità quella che ci si propone di conseguire nei nostri comportamenti, per lo più determinati dall'abitudine, anche quelli che ipocritamente, o in buona fede, diciamo essere ispirati da valori quali l'onore, la nobiltà d'animo, ecc.
Helvétius considera l'educazione come fortemente condizionata dall'ambiente culturale ma soprattutto dal caso:
L'educazione può essere ritenuta come il principale elemento costitutivo dello spirito degli uomini, che sono, secondo lui, tutti ugualmente suscettibili di essere istruiti a riconoscere il bene piacevole. La corruzione della società si fonda sull'ignoranza e solo tramite l'educazione si può riformarla negli uomini che la compongono: nessuno è infatti malvagio per natura ma solo per le cattive abitudini acquisite che tramite l'educazione possono essere eradicate facendo sì che l'uomo conviva in pace con i suoi simili raggiungendo la felicità.
Ma se a questo termine si attribuisce un significato più autentico e più esteso, comprensivo di tutto quello che coopera alla nostra istruzione, si può dire che nessuno riceve la stessa educazione. Infatti ognuno ha per propri maestri, per così dire, la forma di governo sotto la quale vive, i suoi amici, le sue amanti, la gente da cui è circondato, le sue letture, e infine il caso - cioè un’infinità di avvenimenti di cui, per la nostra ignoranza, non siamo in grado di scorgere la concatenazione e le cause. Questo caso ha una parte assai maggiore di quella che si ritiene nella nostra educazione. Esso pone certi oggetti sotto i nostri occhi, ed è quindi occasione delle idee più felici; talvolta esso ci conduce alle più grandi scoperte. [...]
La maggior parte degli avvenimenti deriva da piccole cause: noi le ignoriamo poiché la maggior parte degli storici le hanno ignorate anch'essi, oppure perché essi non hanno avuto occhio per percepirle. È pur vero che, a questo proposito, lo spirito può riparare alle loro omissioni: la conoscenza di certi princípi supplisce facilmente alla conoscenza di certi fatti. Perciò - senza arrestarci più a dimostrare la parte esercitata dal caso in questo mondo - si deve concludere che, se sotto il nome di educazione si comprende in generale tutto ciò che contribuisce alla nostra istruzione, anche il caso deve necessariamente rientrarvi. Nessuno si trova infatti nello stesso concorso di circostanze, e nessuno riceve precisamente la medesima educazione.»
Helvétius è fortemente ispirato dal Saggio sull'intelletto umano di Locke. Le sue idee sulla costituzione dello spirito umano ne saranno nettamente influenzate. Considera la fede in Dio e nell'anima come il risultato della nostra incapacità di comprendere il funzionamento della natura, e vede nelle religioni, e particolarmente nella Chiesa cattolica, l'esercizio di un dominio che non ha altro scopo che quello di conservare l'ignoranza per un migliore sfruttamento degli uomini.
Helvétius è comunque da accostare ai filosofi deisti tipici del periodo illuministico portatori di una teologia che ribadendo l'esistenza di Dio la configura in termini differenti da quelli della dottrina cristiana tradizionale. Nei suoi testi si possono trovare molti riferimenti all'esistenza di un Dio: nella sua opera Sull'uomo, ad esempio, spesso vengono usate espressioni come «l'essere supremo», «l'eterno», «il legislatore celeste». Nella stessa opera inoltre definisce Dio come «la causa ancora sconosciuta dell'ordine e del movimento». La ragione di tale amalgama è dovuta, almeno in parte, all'intento politico dei suoi testi che contestano sia i gesuiti sia i giansenisti ma anche il potere regio di Luigi XV.
Quindi, sebbene Helvétius sia anticristiano, non nega comunque l'esistenza di una forza nella natura e difende anche l'idea di una rinnovata religione, una volta che sia depurata da fanatismo, superstizioni e chiese.
«Helvétius si avvale dell'idea di Dio e non si rivela quindi formalmente ateo. Ma non si può disconoscere, come osserva Momdjian, che la religione si risolve formalmente nella morale: "La morale fondata su dei principi veri... è la sola e vera religione" (Helvetius, De l'homme)».

## Opere principali
- De l'Esprit, Paris, Durand 1758.[13]
- De l'homme, 1772 (postumo).[14]